# 足利銀行
株式会社足利銀行（あしかがぎんこう、英語: The Ashikaga Bank, Ltd.）は、めぶきフィナンシャルグループ傘下の栃木県宇都宮市に本店を置く地方銀行。「あしぎん」の愛称で親しまれている。
2016年10月1日に親会社である足利ホールディングス（現：めぶきフィナンシャルグループ）が常陽銀行と株式交換を実施し、銀行持株会社傘下で同行と経営統合した。
現在のスローガンは「ありがとうを チカラに変えて」である。

## 概要
北関東地域一帯に134の本支店・出張所があり、本拠地の栃木県内のメインバンクシェアは46.9％（2023年8月、東京商工リサーチ調べ）に達し、県内トップシェアを誇る銀行である。関東地方に本店を置く地方銀行としては預金・貸出金残高とメインバンク社数の全国シェアでは中位、後者は北関東三県の地方銀行のうちでは筑波銀行と共に1割以下である。戦前に埼玉県北部の中小銀行を吸収していたことにより、埼玉県（概ね中山道・秩父鉄道秩父本線沿い）に16店舗出店している。
栃木県の指定金融機関である。また県内全25市町の指定金融機関を受託している。また、長らく創業の地である足利市に隣接する、群馬県桐生市の指定金融機関も受託してきたが、2024年4月より地元の桐生信用金庫が受託することになった。
バブル経済期に北海道拓殖銀行などと同じく、地場である栃木県内や東京拠点でリゾート開発などの不動産融資を拡大し、1995年には預金量で地銀5位にまで登りつめたが、バブル崩壊により不良債権化した。拓銀・山一・長銀など大手金融機関の破綻が相次いだ1998年（平成10年）前後の金融不況は乗り越えたものの、2003年の金融再生プログラムにおいて繰延税金資産の資産計上監査を厳密化した結果、債務超過であることが判明。同年11月に特別危機管理銀行に指定され経営破綻した。2002年には定期預金ペイオフが解除されているが、金融システムへの影響を懸念して預金保険機構が全株式を強制取得し国有化したことで、定期預金ペイオフは回避された。
産業再生機構と連携した企業再生支援などによる不良債権処理の進捗や、栃木県内の一部の支店をリテール業務に特化した出張所への転換・集約などによる経営のスリム化を進め、2008年（平成20年）7月に預金保険機構が足利ホールディングスへ売却し、破綻処理は完了した。

## 歴史

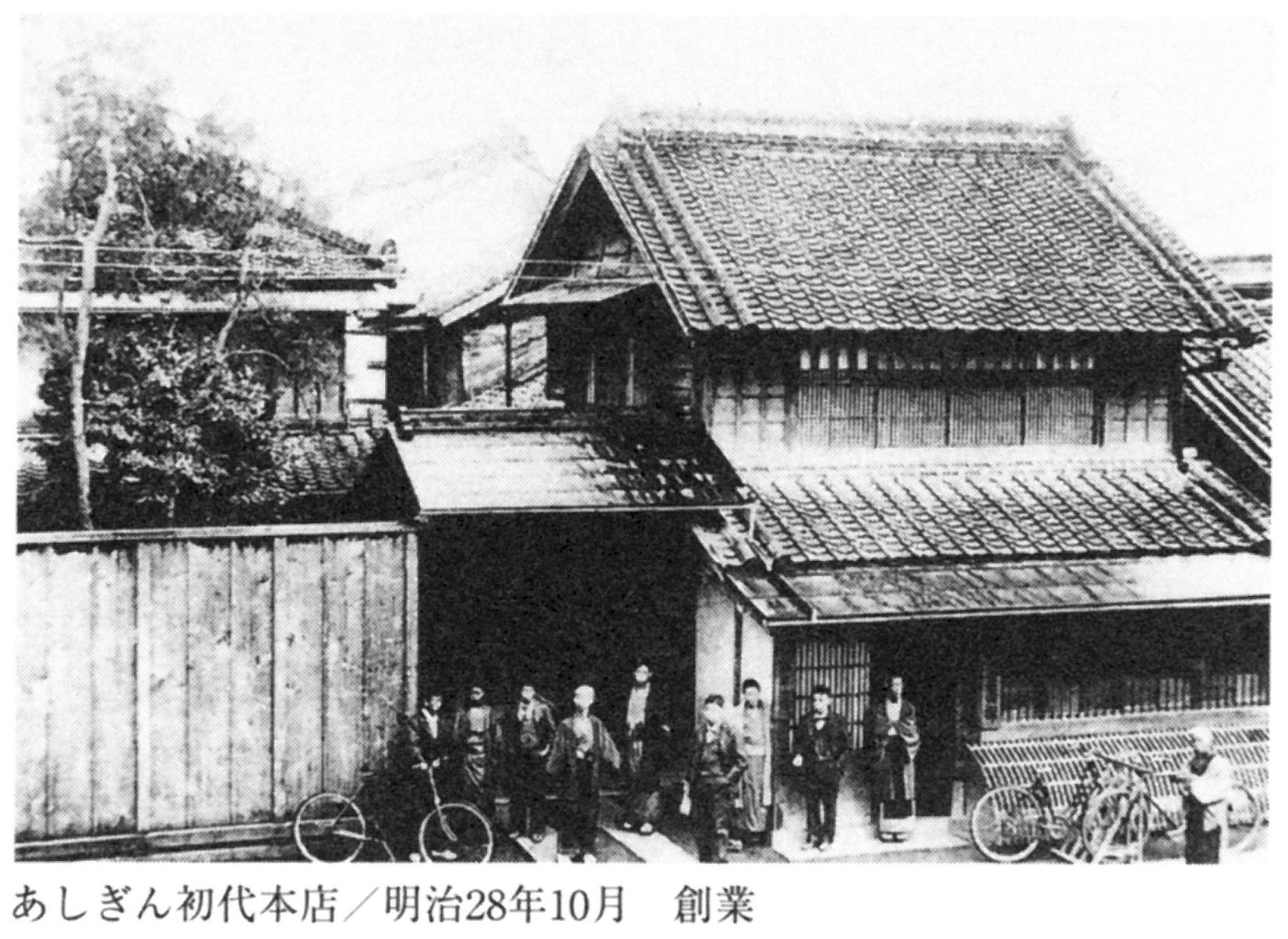
初代本店

### 逃げの足銀
1895年（明治28年）9月25日、24歳の荻野万太郎が初代頭取として、当時の足利町（現足利市）の繊維業者を中心に創業。以後、両毛地区を基盤に発展する。
当時より地元密着・堅実経営で知られ、地元の繊維産業に対する融資は手形割引を中心とする短期貸出により行われた。また融資に際しては、不動産担保は忌避され、担保物権の現金化が迅速に行える棚卸資産担保が好まれた。不渡手形が生じた貸出先があると、行員が昼夜交代で会社の前に張り込み、棚卸資産を手に入れようとする他の債権者を追い払い、素早く処分したため、他行からは「逃げの足銀」「石橋をたたいても渡らない」と言われた。
川崎銀行（三菱銀行の前身）から派遣された亀山甚（後に常陽銀行初代頭取となる）が実質的に経営の指揮をとり、1914年（大正3年）5月に東京支店を開設。地方銀行では初めて本部機能を東京に移し、情報収集機能を強化した。東京川崎財閥との提携では大不況の到来を察知し、1920年（大正9年）、融資額の実に3分の1を回収。その後の昭和金融恐慌による貸倒被害を最小限に抑えた。
1944年（昭和19年）までの戦時統合にて、県内6行を合併・12行を営業譲受し、一県一行となる。これ以降、歴代頭取は日本銀行出身の遠田淳・藤松正憲・関根太郎、日本興業銀行出身の岡一雄と、4代続けて東京財界出身者によって占められたが、彼らは、東京にて昭和金融恐慌を直接経験した世代であり、漫然たる融資を常に諌め足銀伝統の「地元密着・堅実経営」の姿勢を崩さなかった。1967年（昭和42年）、本店を県都・宇都宮市に移転。

### 生抜き頭取
しかし、プロパー行員からは"生抜き頭取"を望む声はかねてから強く、そんな中で衆目を集めていたのが向江久夫であった。
向江は、もともと鹿児島県出身、陸軍幼年学校から陸軍士官学校卒で終戦時には陸軍大尉。後に東京大学法学部に入学し在学中に高等文官試験司法科に合格したが、終戦時に陸軍将校であったため公職追放により法曹界には入れなかった。1947年（昭和22年）、27歳の時に日銀理事の紹介で足銀に入行し、陸軍士官・東大卒・司法試験合格という華麗なる経歴は、1948年（昭和23年）に全国銀行協会懸賞論文で一位入選したことで、「足銀に向江あり」と全国に知れ渡り、将来の頭取候補と言わしめられるようになる。
その後、入行10年目の37歳で大阪支店長、39歳で東京支店長、1965年（昭和40年）には43歳で取締役に就任。自宅は東京都内に構え、役員就任以後は宇都宮に単身赴任をしていた。1978年（昭和53年）には満を持して、初の生抜き頭取（当時の呼称は社長、その3年後に頭取へ変更）に就任し、1997年（平成9年）に会長を退くまで19年に渡りワンマン経営者として足銀に君臨する。
1970年代に北朝鮮に対するコルレスバンクとなり、同国と日本の銀行間での海外送金業務を取り扱いを開始。1985年には宇都宮市の指定金融機関の座を富士銀行宇都宮支店から指定替えを受ける形で奪い取り、公金業務を介して栃木県内の自治体と関わりを深めることになった。

### バブル経済
バブル経済に差し掛かると向江頭取の号令により、当時の足銀は行内で「鶴翼作戦」（鶴の胴体が栃木、頭は仙台・郡山、右翼が茨城、左翼は群馬・埼玉、そして尾は、東京・名古屋・大阪を指したという）と呼ばれる融資拡大路線を展開する。後に、"融資効率化"と称して審査部門と新規営業部門を統合する本部機構改革を行い、野放図な融資姿勢を鮮明にする。
1975年（昭和50年）に93ヶ店だった店舗数は、20年後には212ヶ店と2倍以上に増加し、1985年（昭和60年）に2兆3000億円だった貸出金は1995年（平成7年）には4兆8000億円となった。当時の中曽根民活によるリゾート法の追い風もうけ、建設業・不動産業から鬼怒川温泉や那須のホテル・旅館・ゴルフ場といった観光業、パチンコ店・飲食店などに過剰融資を行い、ニュージーランドへ進出したホテルニュー岡部やあさやホテルをはじめ、栃木県内に豪華絢爛な建造物が出現した。
地元で賄い切れない貸出金は埼玉・東京に流れ、一時、東京支店の貸出残高が宇都宮の本店営業部を抜き、都内支店（東京・日本橋・赤羽・新宿新都心・渋谷）の貸出金総額は1兆円を超えた。つまり、地銀でありながら地元の北関東で集めた資金を東京他県外で運用していたことになる。さらに系列ノンバンクである北関東リース（宇都宮）・足銀ファクター（宇都宮）・足銀リース（伊勢崎市）・あしぎん抵当証券（大宮市）を通じて銀行融資では不適格な案件に対しても融資を積極的に行った。当時、これに疑問を呈する向きは少なく、逆に「地銀の雄」「地銀の住友銀行」などと賞賛された。
1989年（平成元年）7月、向江は全国地方銀行協会副会長に就任、翌年には足銀の預金順位は地銀第5位となり栄華を極めていた。

#### 不正融資
後の経営破綻後、銀行に損害を与えた不正融資として預金保険法116条1項に基づき、当時の経営陣に対して損害賠償訴訟が起こされたものとして次の2案件がある（出典）。
- 埼玉県荒川村（現:秩父市）の荒川観光開発株式会社。1988年に地元の土木業らが設立し会員制ゴルフ場を建設していたが、バブル崩壊によりゴルフ会員権販売による土地取得費の回収すら困難な状況となった。しかし、1993年12月に当時の専務2名が十分な担保を取らずに建設資金92億円の追加融資を決定した（融資総額119億円）。1998年11月に会員権700万円の「秩父キングダムカントリークラブ」として開業したが不良債権化した[注 2]

- 煉瓦窯（旧下野煉化製造会社煉瓦窯）が重要文化財に指定されている1888年創業の株式会社シモレン（野木町）。生コンなど建築材料の製造・販売を本業としていたが、1992年前後に当時の社長が乗馬クラブ事業へ進出を決定。足銀は採算性や資力を考慮せず過剰融資（約100億円）を行い、1994年に入会金1千万円の「ロイヤルホースライディングクラブ[注 3]」として開業した。

シモレンは乗馬クラブ開業による赤字を隠蔽するために粉飾するようになり、1999年に同社は足銀に謝罪。これを受け、足銀は他の取引金融機関に対しては粉飾を秘匿とし、同社に約100億円の融資枠を設定した。
2000年9月に中央青山監査法人の担当会計士が、秘匿のまま他の金融機関に同社の手形を引受けさせて融資額を減少させるよう融資第2部長らに助言し、足銀の2001年3月期決算でシモレンの不良債権を隠蔽しつつ中央青山は監査の適正意見を表明していた事が2005年10月28日になって報道された。中央青山はカネボウ (1887-2008)や日興コーディアルグループに対しても不祥事を抱えたことから2007年には解散に追いやられている。

### 経営危機と地元の支援
バブル崩壊後に無理な拡大路線が災いし不良債権が増加。1994年3月期決算では、破綻先債権額は632億円にも上った。こうした経営不安から1997年（平成9年）秋には取り付け騒ぎが発生、親密であった東京三菱銀行（現・三菱UFJ銀行）から1,000億円にのぼる資金調達やリストラ策公表、地元取引先の支援などで沈静化するまでに同年9月末の総預金は5兆3,740億円は、1年後には5兆856億円に急減し3,000億円近くもの預金が流出した。
- 1990年代に開設した埼玉県内の上尾・鴻巣や、乱脈融資の温床となった東京地区（渋谷・新宿新都心・日本橋・赤羽）の各支店を2000年までに近隣店舗に吸収させ撤退。
- 1999年（平成11年）から2000年（平成12年）にかけ計3回にわたり総額1350億円の公的資金投入を受け、同年11月には自己資本の強化で6000万株の優先株（1株額面500円、計300億円）を発行。
- 2001年（平成13年） 不良債権処理を進め2003年（平成15年）3月期決算にV字回復を目標とする経営改善計画「あしぎん改善計画 プロジェクトA」を発表。
- 同年8月に地元財界人を中心に行内に経営諮問委員会を設置したが、景気低迷もあって健全化計画は思うように進まなかった。2002年（平成14年）3月期決算予想は1101億円の大幅純損失となり[11]、優先株も無配とした（同期に北陸銀行・岐阜銀行も追従し、整理回収機構を通じて金融庁の議決権行使を受けている）。
- 2002年（平成14年）1月に約300億円の普通株増資を行った（1株114円）。一連の増資で異例となる栃木県および県内12市の自治体が総額10億2000万円の株を公的資金で引き受けた。

2000年（平成12年）12月に親密融資先の上野百貨店が自己破産を申請（負債総額164億円）。2001年（平成13年）10月には不正融資の舞台となったシモレンが民事再生法を申請（足銀の不良債権額約130億円、翌年破産宣告）、上場企業で準メインバンクであった日本ビューホテルなど大口融資先の倒産が相次いだした。
2002年（平成14年）に『北朝鮮による日本人拉致疑惑』がマスコミで取り上げられるようになると、同年4月に北朝鮮向けコルレス業務を取扱が少ないことを理由に打ち切った。同年9月の日朝首脳会談以降、日本と北朝鮮を繋ぐ手段として万景峰号と並ぶ形でコルレス業務がクローズアップされるようになったが、マスコミが取り上げたタイミングでは前出の通りすでに取りやめていた。
2003年（平成15年）3月には子会社・北関東リースとの株式移転で金融持株会社「あしぎんフィナンシャルグループ」を設立し、同社の完全子会社となったが、これは同3月期に単体で赤字だった同銀行の優先株復配を果たす目的なのが明白であり、多くの批判を受けた。

### 経営破綻
2003年（平成15年）3月期決算に関して、金融庁の立ち入り検査が同年9月2日から11月11日までの長期間行われた。10月には夕刊フジが“政府が国有化検討している危ない地銀”として数回報道するもゴシップの域を出なかったが、11月12日にウォール・ストリート・ジャーナルが“日本政府が足利銀行に公的資金注入を検討している”旨のスクープを報道した（足銀側と政府首脳の竹中平蔵・小泉純一郎はいずれも否定）。日本の夕刊紙・週刊誌も14日以降相次いで危ない地銀として経営破綻の虞を名指しで報じるようになった。11月17日にムーディーズが政府の支援を受ける方向に入った足銀の預金格付けの引き上げを検討と報じられると、11月19日にあしぎんFG株価は100円を突破するなど乱高下するようになる。11月22日、同月25日予定としていた2003年9月期中間決算発表を“金融庁検査が延びた”ことを理由に延期することを発表、この時点で破綻は現実味を帯びるようになった。
11月27日、金融庁が検査結果を通知し、繰延税金資産計上が過大であるとして2003年3月期時点で債務超過であると認定（この時点では非公表）。会計監査を担当する中央青山監査法人（後のみすず監査法人）と協議するも、2003年9月期の中間決算において繰延税金資産を計上しないよう通告した。これを受け、翌11月28日午前には日経新聞朝刊・ロイターが『政府、足利銀行へ公的資金投入へ 処理方式は現段階では未定』などとスクープ記事を配信し、東証はあしぎんFG株を売買停止としたが、あしぎんFG側は憶測に基づく記事として否定し、同日13時30分から売買再開となった。しかし、同日の夕刊には『足利銀行に公的資金 政府、最終調整 金融庁検査で3月期債務超過』などと一面記事になり、NHKニュースでも同日午後には『足利銀行への公的資金投入問題 栃木県知事 県民も冷静な対応を』と報じた。
そして11月29日（土曜日）早朝、金融庁の検査結果が2003年3月期決算時点で債務超過であったことが公となり、自主経営を断念せざるを得ない状態となった旨がニュース番組や新聞各紙の朝刊で報じられる。一部の行員は朝に職場へ召集させられ、預金保険法102条第1項の3号措置を受けることを通告させられたという。その後、本店での取締役会で足銀ならびにあしぎんFGの9月期中間決算を承認。21時から小泉純一郎内閣総理大臣を議長とする金融危機対応会議が首相官邸で開催され、2001年（平成13年）に制定された預金保険法102条第1項の3号措置による一時国有化（特別危機管理）が決定された。これに伴い、足利銀行および上場親会社のあしぎんフィナンシャルグループは会社更生法を東京地裁へ申請し、名実ともに経営破綻した。同日23時に本店で記者会見を開き、日向野善明頭取ら経営陣が総辞職した。
3号措置および特別危機管理銀行の発動は初で、全国地方銀行協会加盟の（第1）地方銀行の破綻も現状唯一である（2011年時点）。
栃木県財界および森山眞弓ら地元選出国会議員は、預金保険法102条第1項の1号措置（いわゆる「りそな銀行方式」、預金保険機構の増資による資金注入でそのまま存続できる）を要請（政府には株主を救済せよという声が寄せられた）。しかし、りそな銀行の場合は自己資本比率の極端な低下という財務状況であったが、当行は金融庁検査の段階で債務超過（自己資本比率がマイナス）が認められていた為、破綻処理とそれによる株主責任を選ばざるを得なくなった。これにより足利銀行の株式は無価値（いわゆる紙くず）となった。足利銀行単体の2003年（平成15年）3月期決算の自己資本比率は（粉飾による見かけ上）4.54%だったが、特別危機管理決定後の金融庁の検査で、233億円の債務超過と認定された。
（出典:「シリーズ検証 足銀破たん」読売新聞東京本社栃木版）
同年12月に預金保険機構の指名により横浜銀行出身の池田憲人が頭取に就任。また、預金保険機構が完全親会社のあしぎんFGから当行全株式を強制的に取得し、足銀とあしぎんFGは資本上無関係となった。

### 破綻後
預金は全額保護で引出請求も従前通り行われるため、ATM休日稼働日の11月30日（日曜日）および最初の窓口営業日となる12月1日以降、目立った取り付け騒ぎは発生しなかった。しかしながら破綻により、法人・自営業者向けを中心とした不良債権の一部を整理回収機構が取得（債権譲渡）し、新規融資が停止された上で同機構から融資先へ強引な債権回収が行われる等、北海道拓殖銀行の事例と同じく本拠地の地域経済への影響が見られた。特にバブル期の過剰融資で改築・開業し、営業不振となっていた日光や那須などの旅館・ホテル業では影響が深刻であり、産業再生機構の再生支援案件以外はほとんどが倒産に追いやられ、競売により他者が不動産を獲得するパターンが続出した。主にゴルフ場においても1980年代のバブル期前後に開業した施設（さくら市喜連川町に集中）は預託金返還時期到来と重なったことで、他社への売却による清算や倒産による経営断念が見られた。
また、当行をメインバンクとする11企業が産業再生機構へ再生支援を申請しているが、当該企業と連名で支援を申請した金融機関は当行が最多である。主な支援入り案件はホテル四季彩（日光）やあさやホテル、金谷ホテル観光（鬼怒川温泉ホテル・名古屋金谷ホテル等）、関東自動車、栃木皮革が挙げられる。

#### 経営責任
2005年（平成17年）2月に足利銀行（池田頭取）は、貸倒引当金の過小引当てや繰延税金資産の水増しなど不正会計、荒川観光開発とシモレンに対する不正融資、2001年3月期決算における優先株の違法配当により銀行に損害を与えたとして預金保険法116条に基づき、向江久夫・元会長ら歴代頭取3名を含む元役員13人を相手取り総額46億円の損害賠償請求を宇都宮地方裁判所に3件提訴した。
2007年（平成19年）9月および2008年（平成20年）3月、柳田美夫元頭取ら元役員9人とは個人資産のうち当面の生活資金としての100万円分以外を処分し賠償に充てることで一部和解が成立（処分財産の無い1名に対しては自己破産申請により免責）。和解調書には"重大な任務懈怠があった"として経営責任を認める文言が明記された。
荒川観光開発への追加融資では賠償請求権を譲受した整理回収機構が足銀に損害を与えたとして、実行役の元専務2名に対して損害賠償訴訟を提起し、2010年（平成23年）3月に宇都宮地裁が整理回収機構へ18億円の支払いを命じる判決を下した。被告人は上訴するも同年12月の二審東京高裁で棄却され賠償が確定した。本件に対しては向江の監督責任も問われ、2009年3月に遺族が責任を一部認め、7000万円の賠償を整理回収機構に支払うことで和解している。
経営陣に対する刑事事件としての立件も検討されたが、経営陣が違法配当を部下に意図的に指示した証拠が得られず、また当時は業界内で繰延税金資産の計上に関する指針が明確でなかったとする専門家の意見があったため、刑事事件として立件されなかった。
粉飾決算を見過ごしたとして中央青山監査法人と担当会計士に対しても損害賠償請求を提訴していたが、2007年7月、足銀側が2億6500万円の和解金を受け取ることで和解が成立した。

### 一時国有化離脱へ
2006年（平成18年）11月2日、金融庁は受け皿（スポンサー）に求める基本的な条件を提示し、受け皿候補の公募を宣言した。
その後2段階の審査を経て、翌年9月21日に同庁は受皿の最終審査に入ることを発表、同年11月22日までに受皿候補より同行の企業価値評価を含む譲受条件等の提出を受けた。
二次選考を通過したスポンサー候補は次の通り
- 野村ホールディングスのベンチャーキャピタルを中心とした投資グループの出資で設立する持株会社（「野村グループ連合」）
- 日興シティグループ証券が主幹事となって、横浜銀行・東邦銀行・山梨中央銀行および火曜会参加行（千葉銀行・常陽銀行・八十二銀行）を中心とした地銀と、日本生命保険、東京海上日動の出資で設立する持株会社（「地銀連合」）
- （旧）みずほ証券を主幹事としたベンチャーキャピタル
- 大和証券SMBCと栃木銀行
- ローンスター

このうち野村連合と地銀連合が出資額などで一騎討ちとなり、それ以外は資力や経済界の反発で落選となった。当初は地銀連合が有力視されていたが、2008年（平成20年）3月14日、金融庁は足利銀行を野村グループ連合が設立する足利ホールディングスへの売却を内定した。株式譲渡額は1200億円。
一般的に破綻した銀行がスポンサーを得て再建する場合、新たに設立した銀行へ譲渡するか承継銀行に吸収されることにより銀行名が事実上改称されるのが通例であるが（北海道拓殖銀行、わかしお銀行、東京スター銀行等）、当行のケースでは新生銀行・あおぞら銀行などと同じく創業時の法人格のまま親会社が異動するのみとなり、商号については足利ホールディングス側の意向で地域におけるネームバリュー等を考慮し、現行名を維持する方向となった。
2008年（平成20年）7月1日、当行の株式を足利ホールディングスが取得したことで傘下に入り、特別危機管理体制から解放された。

## 沿革
- 1895年（明治28年）
  - 9月25日 - 栃木県足利郡足利町（現・足利市）に株式会社足利銀行設立。
  - 10月1日 - 旧本店（現在の足利商工会議所所在地）で営業開始。
- 1897年（明治30年）11月 - 群馬県山田郡桐生町（現・桐生市）に第1号支店開設。
- 1914年（大正3年）5月 - 東京支店開設。
- 1924年（大正13年）
  - 8月5日 - 宇都宮商業銀行と合併。
  - 9月1日 ‐ 宇都宮支店及び新石町支店開設。
- 1930年（昭和5年）11月 - 単独で栃木県金庫事務の取り扱い開始。
- 1933年（昭和8年）4月26日 - 鹿沼興業銀行を実価で譲り受ける。
- 1935年（昭和10年）4月26日 - 烏山銀行を吸収合併。
- 1936年（昭和11年）
  - 5月17日 - 益子銀行を吸収合併。
  - 5月31日 - 栃木農商銀行を吸収合併。
  - 8月8日 - 久下田銀行を買収し、合併。
  - 11月30日 - 黒羽商業銀行を吸収合併。
- 1937年（昭和12年）8月 - 那須商業銀行を吸収合併。
- 1939年（昭和14年）6月 - 預金1億円達成。
- 1944年（昭和19年）3月6日 - 下毛貯蓄銀行を併合、栃木県内一行体制確立。
- 1961年（昭和36年）7月 - 預金1000億円達成。
- 1965年（昭和40年）2月 - 東京証券取引所第二部から第一部へ指定替え。
- 1967年（昭和42年）2月 - 本店を足利市から宇都宮市に移転。
- 1975年（昭和50年）9月 - 預金1兆円を達成。
- 1976年（昭和51年）12月 - 貸出金1兆円突破。
- 1979年（昭和54年）12月25日 - 朝鮮民主主義人民共和国貿易銀行（同国外貨管理法第5条の銀行）との間で「コルレス契約」を締結、送金業務開始。
- 1982年（昭和57年）4月1日 - ディーシーカードと共同で足利ダイヤモンドクレジット（後に「あしぎんディーシーカード」、現・あしぎんカード）設立。
- 1986年（昭和61年）4月 - 宇都宮市指定金融機関を富士銀行から交替。
- 1988年（昭和63年）10月 - ニューヨーク支店開設。
- 1990年（平成2年）
  - 1月 - 初の海外現地法人「足利財務有限公司」設立。
  - 3月 - 店舗数203（県内139、県外64、代理店含む）となり、200を突破。
  - 11月 - ロンドン支店を開設。
- 1996年（平成8年）3月 - 不良債権処理に伴い最終損失が919億円となり、創業以来初の赤字を計上。
- 1998年（平成10年）
  - 3月 - 劣後債で公的資金300億円を投入。最終損益289億円の赤字。ロンドン・ニューヨークの両支店を廃止し、海外業務からすべて撤退。
  - 11月 - 赤羽・新宿新都心の両支店を東京支店へ統合、東京は1店舗に。
- 1999年（平成11年）
  - 3月 - 最終損失が1182億円で2期連続赤字。
  - 4月 - 同行初のインストアブランチ「パスカルブランチ」を上野百貨店大田原店3階に開設。
  - 7月 - インストアブランチ2号店を福田屋ショッピングプラザ宇都宮店1階に開設。
  - 8月 - 優先株による428億円の第三者割当増資が完了。栃木県（3億円）と宇都宮市（1億円）からの協力も得る。
  - 9月 - 1050億円の公的資金注入を申請、併せて経営健全化計画を策定（9月と11月に注入）。
- 2000年（平成12年）12月20日 - 上野百貨店倒産（自己破産申請→破産宣告により閉鎖）のため「パスカルブランチ」を閉鎖。
- 2001年（平成13年）
  - 8月 - 02年3月期決算で1100億円を超える最終赤字となる。
  - 中期経営計画「プロジェクトA」をスタートさせ、リストラを強化。
  - 12月14日 - 名古屋支店を閉鎖し、東京支店へ業務継承。中京圏から撤退。
- 2002年（平成14年）
  - 1月 -「プロジェクトA」でのサービスの一環で、同行では初の試みとして正月三が日に自行オンライン網・ATMを休日扱いで稼働（アイワイバンク銀行・e-net含む）。
  - 1月 - 299億円の増資が完了（栃木県と12市も協力し6億2000万円を出資）。
  - 1月21日 - 宇都宮地区に営業店舗エリア体制を導入（本店エリアと宇都宮中央エリア、宇都宮東エリアと宇都宮南エリアは5月27日）。
  - 新タイプの出張所「あしぎんえがおプラザ」がスタート。
  - 3月 - 最終損益が1280億円の赤字となる。
  - 北朝鮮の銀行との「コルレス契約」を解除（送金業務打ち切り）。以後、外国銀行在日支店などが細々と業務を継続をすることになる。
- 2003年（平成15年）
  - 3月12日 - 北関東リース株式会社との株式移転により、金融持株会社・株式会社あしぎんフィナンシャルグループを設立。同社の完全子会社となる。
  - 8月 - 金融庁から業務改善命令を受け、業務改善計画を提出。
  - 11月29日 - 預金保険法第百二条第一項第三号の認定を受ける。
  - 12月1日 - 特別危機管理開始決定の旨が官報により公告される。預金保険法の規定に基づき預金保険機構が全株式を取得し、一時国有化。
  - 12月16日 ‐ 国が選定した新頭取（横浜銀行OBの池田憲人）就任[20]。
- 2004年（平成14年）
  - 7月 - リテール機能特化型店舗「リテールセンター」を導入。
  - 8月23日 - 創業地の旧本店（旧足利支店、足利市通3丁目2757番地）の足利商工会議所への売却を発表。
  - 12月10日 - 仙台出張所を閉鎖し郡山支店へ業務継承、宮城県内から撤退。
- 2005年（平成17年）
  - 4月20日 ‐ あしぎんフィナンシャルグループより、あしぎんシステム開発の全株式を取得し、子会社化。
  - 10月5日 - 子会社の足利信用保証が、あしぎんディーシーカードの全株式を取得。
- 2008年（平成20年）
  - 3月14日 - 金融庁が、足利銀行を野村グループを中心とする陣営に譲渡する方針を決定。譲渡額は1200億円。
  - 7月1日 - 足利ホールディングスの子会社となり、特別危機管理体制から解放される[29][30]。
- 2009年（平成21年）
  - 2月2日 - 毎月25日（特定日を除く）に設定していたコンビニATM（イーネット・セブン銀行）利用手数料の無料枠を、全日105円ずつ引き下げ、平日日中を無料化。
  - 4月13日 - 東邦銀行（福島県）とのATM出金利用手数料無料提携を開始。
- 2011年（平成23年）7月19日 - 勘定系システムをNTTデータ地銀共同センターに移行[31]。
- 2013年（平成25年）10月1日 - 平日日中のコンビニATM（イーネット・セブン銀行）利用手数料の無料枠を事実上撤廃し[注 4]、2009年引き下げ前の額に戻す（ただし、利用可能時間が最大24時間に拡大される）[32]。その他、本支店ATMの営業時間も延長される[33]。
- 2015年（平成27年）
  - 4月17日 - 13年ぶりの海外の拠点として香港駐在員事務所を開設[34]。
  - 11月2日 - 足利ホールディングスが常陽銀行と株式交換による経営統合を発表。
- 2016年（平成28年）
  - 4月12日 - 浦和支店内に同年下期に開設を予定する川口支店（川口市）の支店内支店を設置[35]。
  - 4月25日 - 足利ホールディングスが常陽銀行と株式交換による経営統合について最終合意。統合後の社名を「めぶきフィナンシャルグループ」とすることも発表[36]。
  - 10月1日 ‐ 足利ホールディングスが商号を変更し、めぶきフィナンシャルグループとなる。足利銀行は常陽銀行などとともに、めぶきフィナンシャルグループの傘下となる。
- 2019年（令和元年）6月21日 - 信託業務の兼営認可を取得。7月1日から業務を開始[37]。
- 2020年（令和2年）
  - 1月6日 - 基幹システムを『Chance地銀共同化システム』への移行を完了。

## 店舗
店舗コードは、100番単位で地域別に割り振られている。
インターネット専用「パスカル支店」の店舗コードは、555。
◆は 支店内支店または支店内出張所の店舗
◇は ファストブランチ店舗
▲は 法人専門でATM設置無し
| 店舗コード   | 地区                   | 市郡町                                       | 店舗コード |
| ------------ | ---------------------- | -------------------------------------------- | --- |
| 100 - 119番  | 県都                   | 宇都宮市                                     | 100 本店営業部 101 宇都宮支店 102 県庁内支店 103 宇都宮中央支店（旧上河原支店） 104 一条町支店 105 伝馬町支店 106 大谷出張所◇ 107 峰町支店◆ 108 雀宮支店 109 江曽島支店 110 駅東口出張所◆ 111 中央市場支店 111 やなぜ出張所 112 緑町支店 113 問屋町出張所◆ 114 西川田支店 115 今泉町出張所 116 宇都宮西支店（旧駒生支店） 117 岡本支店 118 インターパーク支店（旧みずほの出張所） 119 清原出張所 |
| 120 - 135番  | 安足                   | 足利市、佐野市                               | 120 足利支店 121 東支店 122 六丁目支店◇ 123 葉鹿支店 124 足利市場出張所◆ 125 足利南支店◇ 130 佐野支店 131 佐野南支店 132 高砂町出張所 133 赤見出張所◇ 134 田沼支店 135 葛生支店 |
| 140 - 159番  | 県南                   | 栃木市、小山市、下都賀郡、上三川町           | 140 栃木支店 141 新栃木支店 142 藤岡支店 143 大平支店 144 栃木西支店◆ 145 都賀支店◇ 146 岩舟支店◇ 148 小山南支店 149 小山東支店 150 小山支店 151 間々田支店 152 小金井支店 153 石橋支店 154 上三川支店 155 壬生支店 156 おもちゃのまち支店 156 獨協医大出張所 157 小山北出張所◆ 158 自治医大出張所 159 野木支店                                                                                  |
| 160 - 179番  | 上都賀・さくら         | 鹿沼市、日光市、さくら市、高根沢町           | 160 鹿沼支店 161 楡木支店◇ 162 粟野支店◇ 163 鹿沼東支店 170 今市支店 171 日光支店 172 中禅寺支店 173 足尾支店◆ 174 鬼怒川支店 175 川治支店 176 宝積寺支店 177 氏家支店 178 喜連川支店 179 大沢出張所◇ |
| 180 - 189番  | 那須                   | 大田原市、那須塩原市、矢板市、那須町、塩谷町 | 180 大田原支店 181 矢板支店 182 塩原支店◆ 183 西那須野支店 184 黒磯支店 185 那須出張所◆ 186 黒田原支店 187 黒羽支店◇ 188 塩谷支店 189 黒磯西出張所◆ |
| 190 - 198番  | 県東                   | 真岡市、那須烏山市、那珂川町、芳賀郡         | 190 真岡支店 191 馬頭支店 192 烏山支店 193 茂木支店 194 芳賀支店 195 益子支店 196 久下田支店◇ 197 真岡西出張所 198 市貝支店◇ |
| 200 - 220番  | 群馬県                 | 群馬県                                       | 200 桐生支店 201 館林支店 202 太田支店 203 新宿支店◆ 204 伊勢崎支店 205 桐生市場支店 206 大泉支店 207 太田南出張所◆ 208 桐生西支店 209 館林南支店 210 前橋支店 211 渋川支店 212 前橋南支店 213 前橋東出張所◆ 220 高崎支店 |
| 300 - 309番  | 茨城県                 | 茨城県                                       | 300 水戸支店 301 下館支店 302 結城支店 303 古河支店 305 古河東出張所◆ 306 総和支店◆ 309 つくば支店 |
| 350 - 355番  | 番号不足地区の追加出店 | 番号不足地区の追加出店                       | 350 宇都宮市役所支店 351 南河内支店 352 戸祭支店 353 宇都宮東支店 354 宇都宮北出張所 355 大田原南出張所 |
| 400 - 419番  | 埼玉県                 | 埼玉県                                       | 400 浦和支店 401 大宮支店 402 越谷支店 403 川越支店 404 桶川支店 405 白岡支店 406 春日部支店 408 岩槻支店 410 熊谷支店 411 本庄支店 412 深谷支店 413 秩父支店 414 行田支店 415 羽生支店 416 加須支店 418 川口支店 419 所沢支店 |
| 500・600番台 | 東京都・福島県         | 東京都・福島県                               | 500 東京支店 505 王子支店▲ 600 郡山支店 601 白河支店 品川法人営業所▲ |
| なし         | 海外                   | 海外                                         | 香港駐在員事務所▲ バンコク駐在員事務所▲ |

| 栃木県                 | 宇都宮                 | 支店・出張所 | 伝馬町支店、緑町支店、西川田支店、オリオン通り出張所、福田屋百貨店出張所、つるた出張所、南宇都宮出張所、富士見が丘出張所、さつき団地出張所、泉が丘出張所、宝木出張所、岩曽出張所、田原出張所、金井台出張所 |
| 栃木県                 | 宇都宮                 | 代理店       | 横田代理店、陽南代理店、野沢代理店、明保代理店 |
| 栃木県                 | 安足                   | 支店・出張所 | 足利市役所出張所、江川出張所、毛野出張所、福居出張所、山前出張所、犬伏出張所 |
| 栃木県                 | 安足                   | 代理店       | |
| 栃木県                 | 県南                   | 支店・出張所 | 片柳出張所、西方出張所、犬塚出張所、ひととのや出張所、県南市場出張所 |
| 栃木県                 | 県南                   | 代理店       | 安塚代理店、ローズタウン代理店 |
| 栃木県                 | 上都賀・さくら         | 支店・出張所 | 中禅寺支店、川治支店、とちぎ流通センター出張所、今市東出張所、高根沢出張所、草川出張所 |
| 栃木県                 | 上都賀・さくら         | 代理店       | 仁井田代理店 |
| 栃木県                 | 那須                   | 支店・出張所 | 三島出張所、豊浦出張所、南郷屋出張所、那須塩原駅前出張所、野崎出張所、上野百貨店出張所、長峰出張所 |
| 栃木県                 | 那須                   | 代理店       | 富田代理店 |
| 栃木県                 | 県東                   | 支店・出張所 | 真岡東出張所、南那須出張所、高勢町出張所 |
| 栃木県                 | 県東                   | 代理店       | |
| 群馬県                 | 群馬県                 | 支店・出張所 | 境野出張所、広沢出張所、桐生市役所出張所、館林南出張所、松原出張所（館林市）、新田支店（太田市）、邑楽町出張所、前橋西支店                                                                                 |
| 群馬県                 | 群馬県                 | 代理店       | 矢島代理店、下小泉代理店、末広代理店、連取代理店 |
| 茨城県                 | 茨城県                 | 支店・出張所 | 土浦支店、ひたちなか支店、下妻支店、長谷町出張所 |
| 茨城県                 | 茨城県                 | 代理店       | |
| 埼玉県                 | 埼玉県                 | 支店・出張所 | 上尾支店、鴻巣支店、騎西出張所、北川辺出張所 |
| 埼玉県                 | 埼玉県                 | 代理店       | |
| 福島県・宮城県         | 福島県・宮城県         | 支店・出張所 | 仙台支店、白河出張所 |
| 福島県・宮城県         | 福島県・宮城県         | 代理店       | |
| 東京都・愛知県・大阪府 | 東京都・愛知県・大阪府 | 支店         | 日本橋支店、赤羽支店、新宿新都心支店、渋谷支店、名古屋支店、大阪支店 |
| 東京都・愛知県・大阪府 | 東京都・愛知県・大阪府 | 出張所       | |
| 海外                   | 海外                   | 支店         | ニューヨーク支店、ロンドン支店 |
| 海外                   | 海外                   | 駐在事務所   | 北京駐在員事務所 |

## 勘定系システム
勘定系システムとして、第三次オンラインシステムは後の統合相手となる常陽銀行など火曜会参加行と同じく三菱銀行がかつて使用していたIBMメインフレームを採用。後継システムとして2003年4月に東京三菱銀行（当時）と日本アイ・ビー・エムが共同運営する「地銀共同化システム（通称・Chanceプロジェクト）」への参画を常陽銀行とともに表明していたが、経営破たんにより2005年に参加離脱を表明。
2011年7月19日に後継システムとしてBeSTA系のNTTデータ地銀共同センターに移行した。
2016年10月のめぶきフィナンシャルグループ中期経営計画において、2020年1月に常陽銀行（地銀共同化システム）のシステムへ統合する旨を公表。1月6日に予定どおり移行が完了した。

## 個人向けサービス
- 「あしぎんサンクスプラン(旧あしぎんポイントサービス)」

取引状況に応じてATM利用手数料を優遇するサービスで、個人の口座が対象。常陽銀行のATMでも同様の優遇が受けられる。
- 足利ホールディングスへの譲渡（一時国有化離脱）前後から、ほとんどの店舗で営業室（ロビーフロア）のレイアウトを改装し、木目調を多用したインテリアとなっている。個人向けの預金業務取引については基本的に1カ所のハイカウンターで全て受け付け、資産相談などは隣接するブース型のローカウンター「smile desk（スマイルデスク）」で取引する。
- 2008年（平成20年）1月より銀行本体発行クレジットカードの「GOODY（グッディ） VISA/Masterカード」を発行開始（あしぎんカードの保証、三菱UFJニコスへの業務委託による）。それまであしぎんカードが展開していた「あしぎんDCカード」は募集停止となった[注 5]。
- 2011年にジェーシービーと業務提携し、同社保証の無担保フリーローン「リベルテプラス/メゾンプラス」の発売と、2012年4月よりJCBグループに加盟の上「GOODYカードJCB」の発行を開始した。

## アシカ
バブル全盛期の1991年（平成3年）1月に金融機関のテレビCMが解禁されると、よみうりランドのアシカショーで活躍するカリフォルニアアシカのバン（2011年5月没）が直立し、行員役の女性と
ツーショットするテレビCM「アシカが、よろしく。」が放映。フレーズは“あしかが”の語感を掛けたものである。
1991年（平成3年）後半からは美少女ジュニアアイドルとして売り出していた栃木県内出身の小田茜が登場。1995年（平成7年）までボーナス時期を中心に放送され、一躍有名となった（関東ローカル#関東ローカルのCM参照）。このCMはよみうりランドのアシカショー(2017年1月9日閉館)にセットを作り撮影されている。
晴山さおりが歌唱したドドンパ調のCMソング（作詞:伊藤アキラ・作曲:小杉大五郎）は、1991年9月21日にCDシングル「アシカがよろしく」としてビクター音楽産業より発売された。ジャケットはパンツスーツ姿の晴山とパスカルの着ぐるみとのツーショット写真で、振付け・メロディ譜付きの歌詞カードも付属している。
また、アシカ単独のCM（執務室風の部屋で机に寄りかかり、直立姿の横顔で窓の外を眺め、『あしかが、確か』のコピーが流れるもの）も放送された。
なお、アシカ科は日本国内では水族館・動物園以外では飼育されていないため、ご当地とは無関係の動物である。

## パスカル&パステル
1991年（平成3年）に、アシカを擬人化したオリジナルのマスコットキャラクター「パスカル&パステル」が登場。名前は「人生は考える葦（あし）である」を記したブレーズ・パスカルから。
総合口座通帳・普通預金磁気キャッシュカードやコンビニATM画面、ノベルティグッズ、インストアブランチ「パスカルブランチ（現在は『FKDローンセンター』として存続）」などにイラストが長らく使用されていたが、2011年（平成23年）のシステム移行による通帳類のデザイン変更でいったん廃止された。
2015年4月に創業120周年を迎えるのを機に、「 パスカル&ファミリー 」として両親と子2人の3世代家族となって復活した。同年の「帰ってきたパスカルファミリー」の公募によって、仔アシカは「パル&パコ」と命名されている。
栃木SCの試合や地域の祭事、営業店ロビーなどパスカルの着ぐるみが出没しており、公式サイト内にパスカル&ファミリーのキャラクターページも設置されている。
また、2016年9月に開設されたインターネット支店の名称は「パスカル支店」となっている。

## ギャラリー

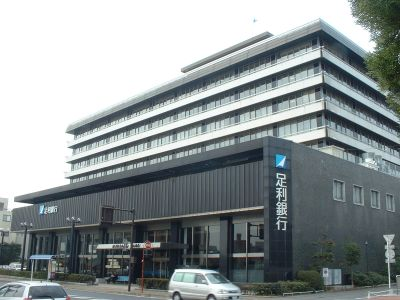
本店（宇都宮市） 2005年4月18日撮影
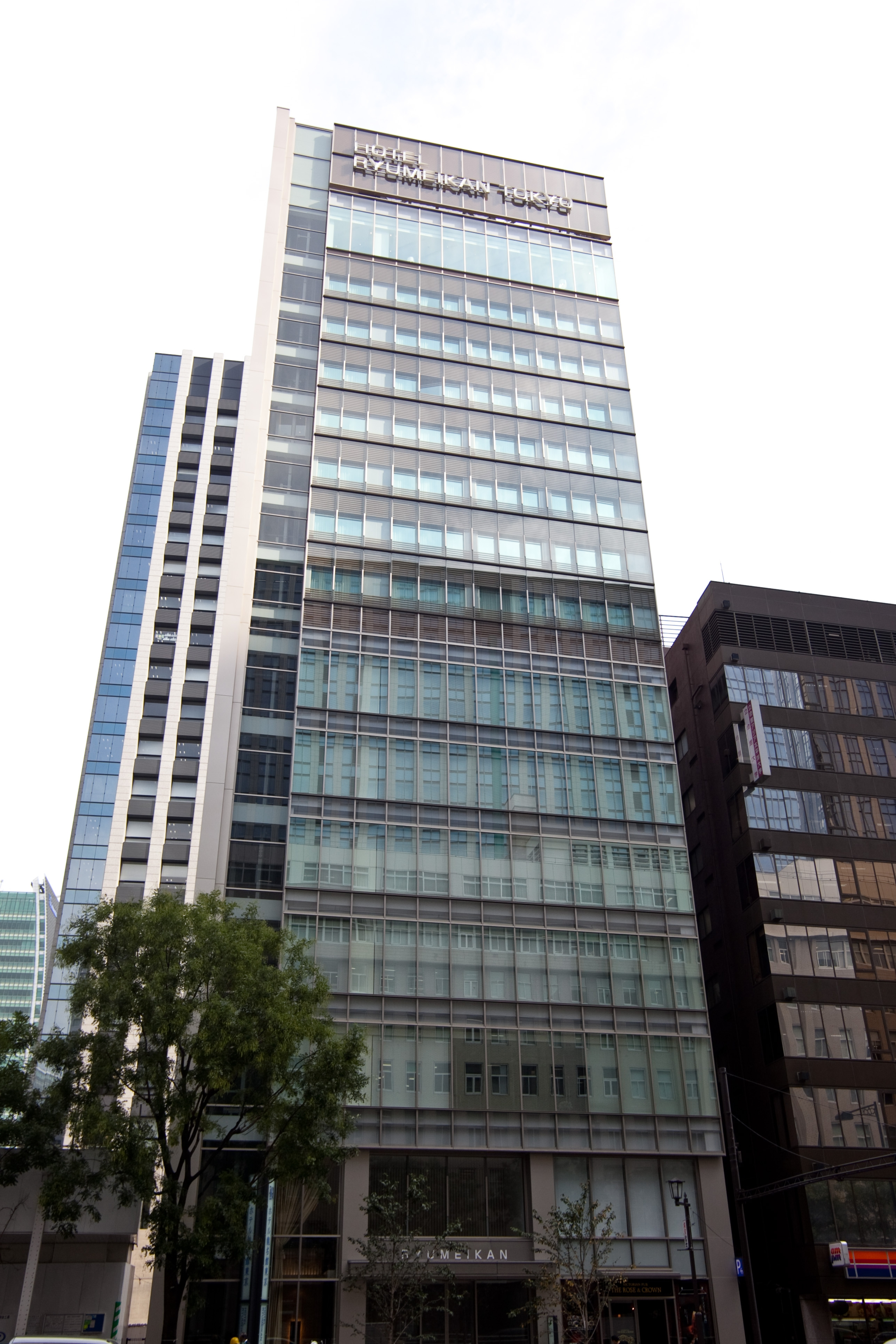
東京事務所・東京支店が入居する八重洲龍名館ビル
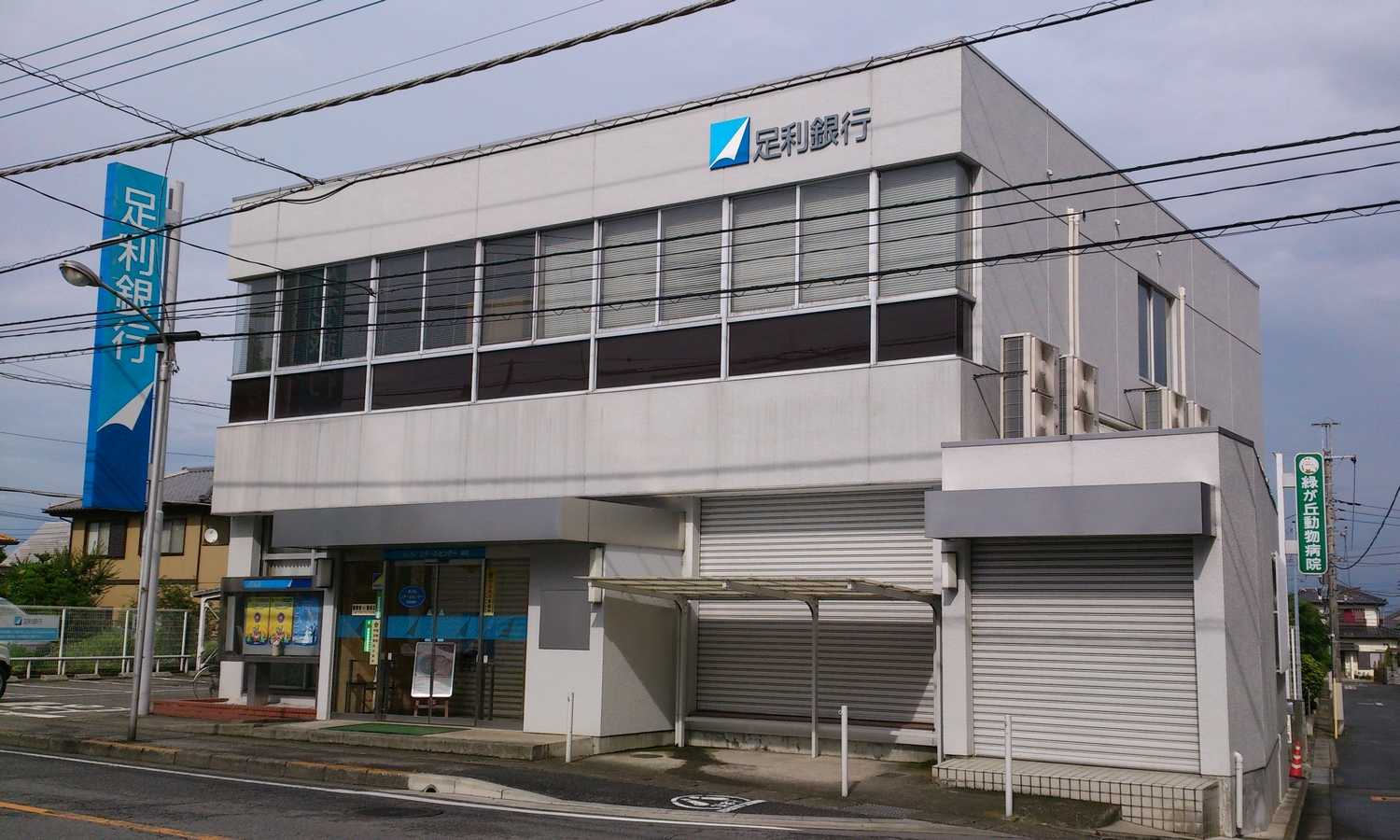
江曽島支店緑町出張所（有人出張所店舗。宇都宮市緑）
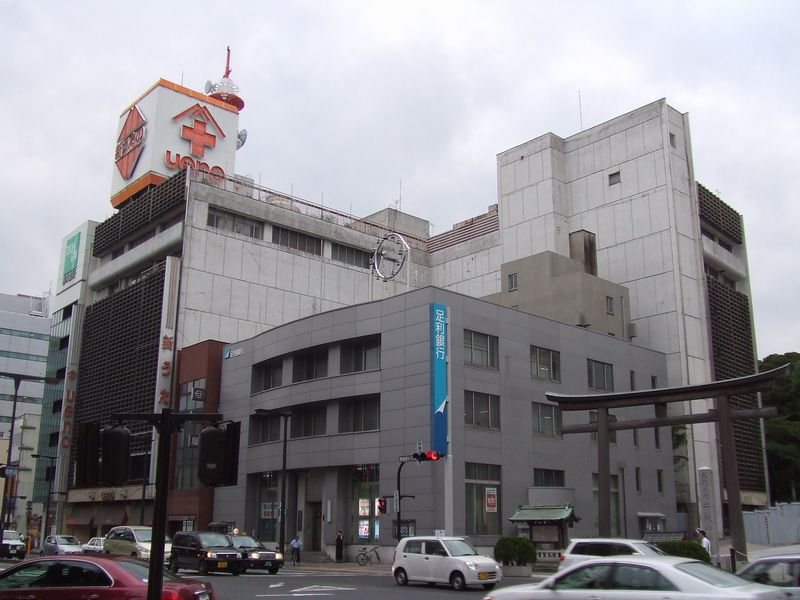
旧店舗時代の宇都宮支店 （旧上野百貨店跡に隣接、2011年にシティータワー宇都宮へ移転）
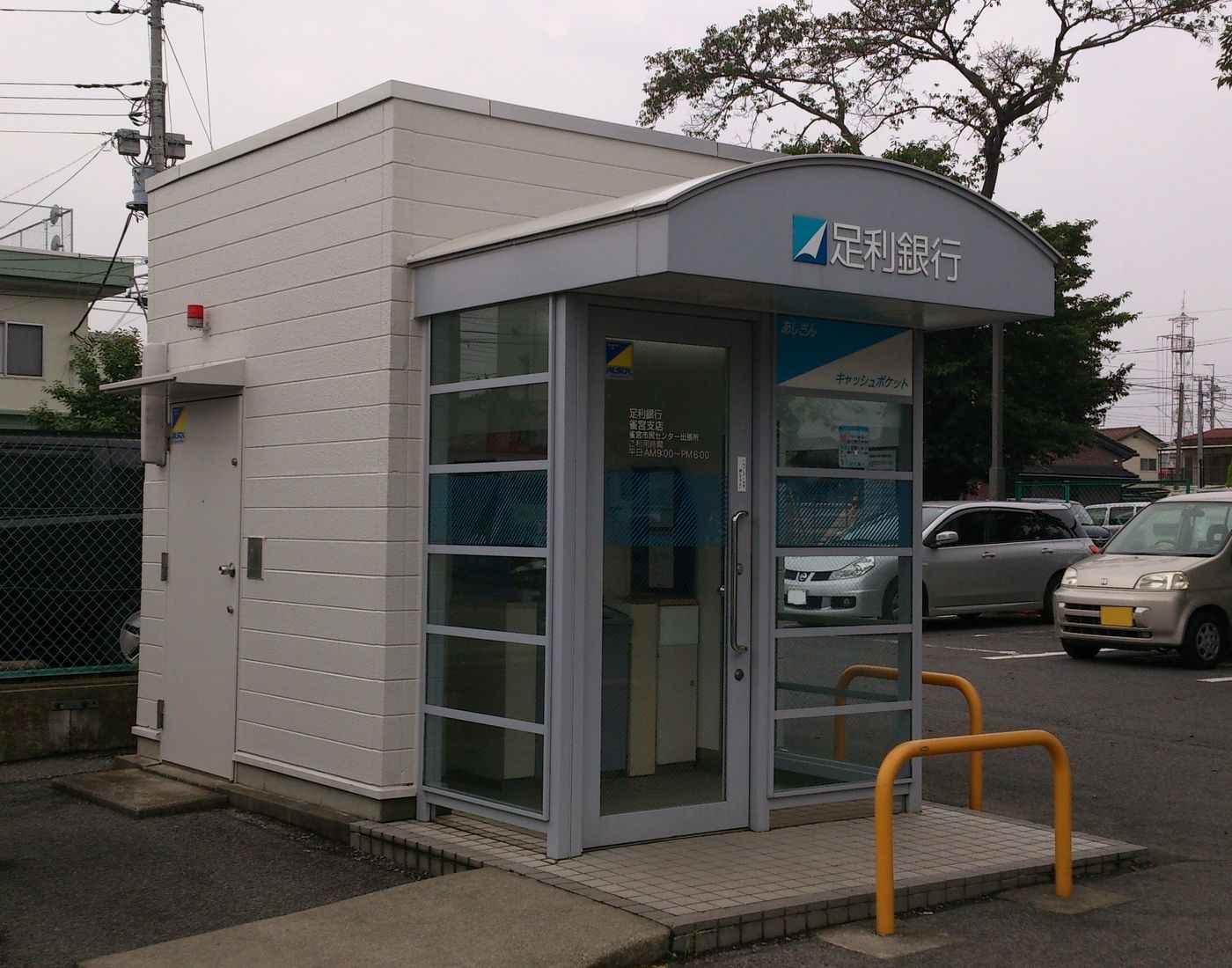
店舗外ATM「あしぎんキャッシュポケット」 雀宮支店雀宮市民センター出張所（宇都宮市雀の宮）